# S. Vijayalakshmi
S. Vijayalakshmi (Vijayalakshmi Subbaraman; * 25. März 1979 in Neu-Delhi) ist eine indische Schachmeisterin.

## Leben
In Madras, dem heutigen Chennai, aufwachsend erlernte „Viji“ das Schachspiel schon als Vierjährige von ihrem Vater Subbaraman. Sie ist verheiratet mit dem indischen Großmeister Sriram Jha (* 1976), mit dem sie mehrere Monate im Jahr unterwegs ist, um in Asien, Europa und den Vereinigten Staaten auf Schachturnieren zu spielen. Ihre Schwestern S. Meenakshi (* 1981, WGM) und S. Bhanupriya (die jüngste) spielen auch Schach. Meenakshi begleitet sie manchmal auf ihren Schachtourneen.

## Erfolge
Ihr erstes Turnier war 1986 das Tal Chess Open. 1988 gewann sie die indische U10-Meisterschaft, diesen Erfolg konnte sie im Folgejahr wiederholen. Den U12-Titel konnte sie auch zweimal gewinnen.
1995 erreichte sie beim Zonenturnier der Frauen in Madras den 2. Platz. Das Asiatische Zonenturnier der Frauen 1997 in Teheran gewann sie ebenso wie das Zonenturnier der Frauen 1999 in Mumbai. Commonwealth-Meisterin der Frauen wurde sie 1996 in Kalkutta, dem heutigen Kolkata. Die indische Frauenmeisterschaft gewann sie sechsmal: 1995 in Madras, 1996 in Kalkutta, 1999 in Kozhikode, 2000 in Mumbai, 2001 in Neu-Delhi und 2002 in Lucknow. 2007 gewann sie das Leonardo di Bona-Memorial in Cutro bei Crotone.
1995 wurde sie Internationaler Meister der Frauen (WIM). Seit 2001 ist sie Großmeister der Frauen (WGM) und damit die erste Inderin, der dieser Titel verliehen wurde. Die Normen erfüllte sie 1996 bei der Commonwealth Chess Championship in Kolkata, 1998 in Linares, 2000 bei der Asienmeisterschaft in Udaipur und beim WIPRO-GM-Turnier in Hyderabad im Juli 2000. Sie trägt auch den Titel Internationaler Meister (IM), den sie durch ihre Performance bei der Schacholympiade 2000 erhielt. Sie ist die erste Inderin, die den IM-Titel erhielt. Vijayalakshmi erfüllte bei der Internationalen Pariser Meisterschaft 2005 und beim 13 Fest.Intl Leonardo di Bona in Cutro 2007 Großmeister-Normen.
In Deutschland spielte sie bisher bei zwei Veranstaltungen: 2006 in Nürnberg beim LGA-Open und in der Saison 2006/07 für den Brackweder SC in der NRW-Klasse (4. Liga).
Im April 2006 war sie bis auf Platz 11 der Frauenweltrangliste geklettert. Ihre bisher höchste Elo-Zahl war 2485 im Oktober 2005.

## Nationalmannschaft
Vijayalakshmi nahm mit der indischen Frauenmannschaft an den Schacholympiaden 1998, 2000, 2002 und 2004 teil. Sie erreichte 2000 und 2002 jeweils das zweitbeste Einzelergebnis am Spitzenbrett. Außerdem erreichte sie bei den asiatischen Mannschaftsmeisterschaften der Frauen 1999 und 2003 mit der indischen Mannschaft jeweils den dritten Platz und gehörte bei der Mannschaftsweltmeisterschaft der Frauen 2017 als Ersatzspielerin zur indischen Auswahl.

## Vereine
In der chinesischen Mannschaftsmeisterschaft 2011 spielte Vijayalakshmi für die Mannschaft der Tianjin Nankai University.

## Auszeichnungen
- 2001: Arjuna Award
- 2002: Young Achiever's Award des Rotary Clubs Madras